# تل‌های لارت
تل‌های لارت مربوط به دوره ساسانی و اسلامی است و در شهرستان دره‌شهر بخش بدره، ۵ کیلومتری غرب روستای لارت واقع است. این اثر در تاریخ ۲۴ شهریور ۱۳۱۰ با شمارهٔ ثبت ۸ به‌عنوان یکی از آثار ملی ایران به ثبت رسیده است.